# Drusus erimanthos
Drusus erimanthos är en nattsländeart som beskrevs av Malicky 1992. Drusus erimanthos ingår i släktet Drusus och familjen husmasknattsländor. Inga underarter finns listade i Catalogue of Life.